# Peres Center for Peace and Innovation

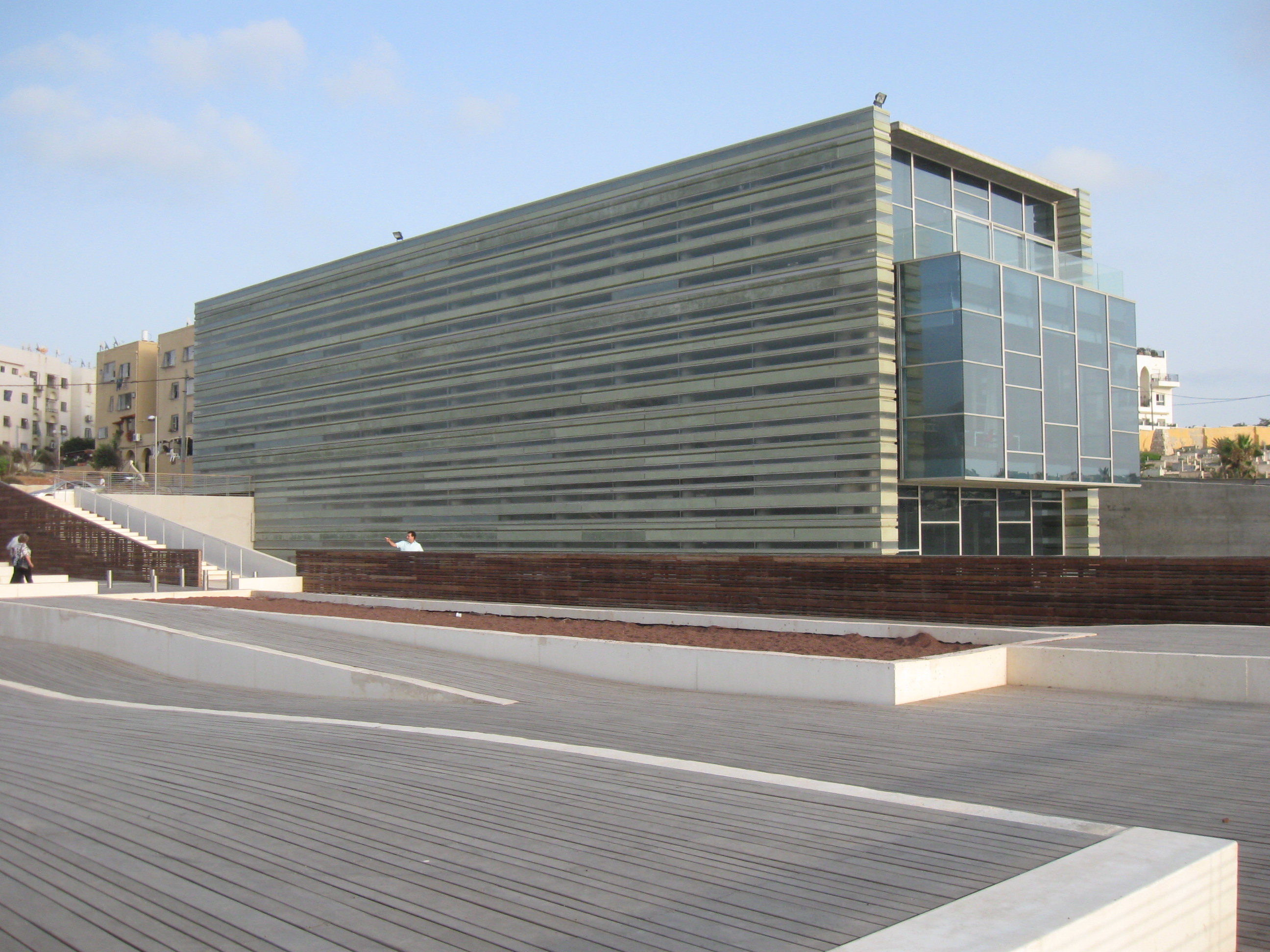
Peres Center for Peace and Innovation am Strand von Jaffa

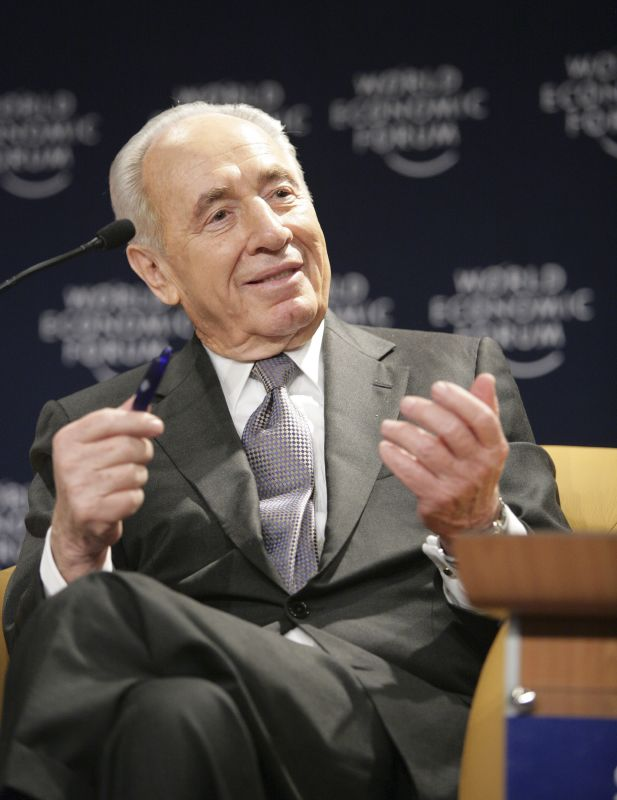
Schimon Peres 2007

Das Peres Center for Peace and Innovation (Peres Zentrum für Frieden und Innovation, auch kurz Peres-Friedens-Zentrum) mit Sitz in Jaffa, Israel, ist eine unabhängige, gemeinnützige und nichtstaatliche Organisation, die 1996 durch den Friedensnobelpreisträger und früheren Präsidenten des Staates Israel Schimon Peres gegründet wurde. Chairman ist heute sein Sohn Nechemia Peres. Ziel der Organisation ist, seine Vision von Friedensentwicklung für den Nahen Osten durch sozioökonomische Kooperation und Entwicklung sowie persönliche Begegnung von Menschen weiterzuverfolgen.

## Aufgaben
Das Peres-Friedens-Zentrum beschreibt seine Mission als „Förderung von dauerhaftem Frieden und Entwicklung im Nahen Osten durch Verbreitung von Toleranz, ökonomischer und technologischer Entwicklung, Innovation, Kooperation und guten Lebensbedingungen – alles im Geiste der Vision von Präsident Peres.“

## Aktivitäten
Das Zentrum erinnert an die Friedensinitiative von Schimon Peres. Die Aktivitäten der Organisation finden in folgenden Bereichen statt:
Landwirtschaft, Wasserversorgung und UmweltDas Perez-Friedens-Zentrum führt Programme für grenzüberschreitende Forschung, Weiterbildung und Kooperation zur Verbesserung von Anbaupraktiken, Umwelt- und Wasserschutz durch. Einzelprojekte beschäftigen sich mit Schädlingsbekämpfung, Aquakultur, regionaler Wasserforschung, gemeinsamer Olivenölproduktion und vielem anderen.
WirtschaftDas Peres-Friedens-Zentrum fördert gemeinsame Wirtschaftsforschung von Interessengruppen beider Seiten, Fortbildungen und Netzwerkbildung für eine grenzüberschreitende Zusammenarbeit in einer Vielzahl von Geschäftsbereichen wie High-Tech, Lebens- und Genussmittel, Textil- und Schuhproduktion und Tourismus. Unter anderem wurde auch ein palästinensisches Unternehmensverzeichnis erstellt.
Bürgerschaftliches EngagementDas Peres-Friedens-Zentrum entwickelt und implementiert Programme, die sich an die israelische und palästinensische Zivilgesellschaft und Funktionsträger wenden, ein starkes grenzüberschreitendes Netzwerk bilden und Weiterbildung und professionelles Training anbieten. Durch die Programme entstehen Gesprächskanäle zwischen Palästinensern und Israelis und zwischen Juden und Arabern in verschiedensten Bereichen. Zu den Projekten gehören auch internationaler Jugendaustausch, Coachingprogramme für junge Politiker und Foren für öffentliche Debatten.
Kultur, Medien und KunstDas Peres-Friedens-Zentrum bietet Theater-, Fotografie- und Kunstprogramme an, die die verschiedenen Gruppen in allen Altersgruppen zusammenbringen.
Zu den Projekten gehört auch ein grenzüberschreitendes Fotojournalismusprogramm, ein Kunstprogramm für Kinder und ein Theaterstück, das die Botschaft von friedlichem Zusammenleben an Schulen bringt.
Medizin und GesundheitswesenIn Kooperation mit der Israelischen Medizinischen Gesellschaft unterstützt das Peres-Friedens-Zentrum die Entwicklung eines unabhängigen palästinensischen Gesundheitssystems durch die Entwicklung von Humanressourcen, Förderung komplexer medizinischer Dienstleistungen und die grenzüberschreitende Zusammenarbeit und den Wissenstransfer. Es gibt medizinische Versorgungsprogramme für Babys und Kinder, außerdem ein Ausbildungsprogramm für palästinensische Ärzte.
Soziale Medien und KommunikationstechnologieDas Peres-Friedens-Zentrum entwickelt Programme, die die Bevölkerung im Nahen Osten, vor allem junge Leute, in einen virtuellen Dialog miteinander führen soll.
 Zu den Projekten gehören eine populäre Facebook-Gruppe, Kommunikationsprogramme für Schulgruppen durch Computerzentren und ein Diplomatie-Spiel.
SportDie Twinned Peace Sports Schools bringen Israelis, Palästinenser, jüdische und arabische Jungen und Mädchen durch gemeinsamen Sport zusammen. Die Hauptsportarten sind Fußball, Basketball, Rollstuhlbasketball, Cricket, Tischtennis und Australian Football.
Ab 1999 existierte ein Deutsches Komitee des Peres Center for Peace in der Rechtsform eines Vereins mit Sitz in Köln, der 2008 wieder aufgelöst wurde. An seiner Gründung waren auch Gerd Schulte-Hillen, Rita Süssmuth und Mark Wössner beteiligt. Als Präsident fungierte Martin Marianowicz. Bis heute gibt es in München einen Verein namens Shimon Peres Center for Peace.

## Organisationsstruktur

### Leitung
Chairman des Peres Center for Peace and Innovation ist Nechemia Peres. Das Exekutivkomitee besteht ferner aus Direktoren und Präsidenten verschiedener Organisation sowie Hochschullehrern, Wissenschaftlern und Journalisten.
Erster Generaldirektor des Peres-Friedens-Zentrums war der Diplomat Uri Savir, der es zusammen mit Schimon Peres gegründet hatte und heute Ehrenpräsident ist. Sein Nachfolger war für über 10 Jahre Ron Pundak, ein Historiker und Journalist, der auf israelischer Seite entscheidend am Oslo-Prozess beteiligt war. Ihm folgte Ido Shahir. Die heutige Generaldirektorin des Centers ist Efrat Duvdevani, die Stabschefin des Präsidialamtes während der Amtszeit von Staatspräsident Peres (2007–2014) war.

### Zentrum
Seit Dezember 2009 ist die Geschäftsstelle des Peres-Friedens-Zentrums im Peres Peace House in Ajami, einem überwiegend arabisch bewohnten Stadtteil von Jaffa.
Das Peres Peace House beherbergt auch das Shimon-Peres-Archiv, ein Auditorium und Konferenzräume, außerdem eine Bibliothek zum Thema Konfliktlösung. Es gibt ein umfangreiches Bildungsprogramm, es finden Lesungen und andere Kulturveranstaltungen statt. Im Peres Peace House finden auch lokale Initiativen Raum, die sich mit Rechtshilfe, Mentoring für benachteiligte Kinder und vielen anderen Aufgaben beschäftigen.

## Auszeichnungen
- 2012 United Nations Gold Award für die Blood Relations Campaign[11]
- 2010 Wingate Award als beste NGO im Bereich Frieden und Sport[12]
- 2010 Peace and Sports Award (Monaco) als beste NGO[13]
- 2010 Global Sports Forum Barcelona Award für das beste Projekt[14]

## Kritik
2011 stellte das Peres-Friedens-Zentrum einen Antrag auf Steuerbefreiung. Für die Bewilligung stellte die israelische Steuerbehörde die Bedingung, dass die Organisation ein Ausbildungsprogramm für Ärzte aus dem Gaza-Streifen in israelischen Krankenhäusern einstellen müsse. Die Organisation führte das Programm weiter und zog stattdessen den Antrag zurück. 2016 wurde dem Peres-Friedens-Zentrum die Steuerbefreiung schließlich doch zugesprochen.
Der Autor Witt Raczka stellte die Effizienz der Organisation in seinem Buch Unholy Land in Frage, während der israelische Friedensaktivist und Künstler Jonathan Kis-Lev das Peres Center for Peace in seinem Buch My Quest For Peace sehr lobte.